# Tatsuya Sambongi
Tatsuya Sambongi (japanisch 三本木 達哉 Sambongi Tatsuya; * 28. Juli 1999 in der Präfektur Kanagawa) ist ein japanischer Fußballspieler.

## Karriere
Tatsuya Sambongi erlernte das Fußballspielen in den Jugendmannschaften des Higashi Sumiyoshi FC und Kawasaki Frontale, in der Schulmannschaft der RKU Kashiwa High School sowie in der Universitätsmannschaft der Universität Kanagawa. Seinen ersten Vertrag unterschrieb er im Januar 2022 bei Albirex Niigata (Singapur). Der Verein ist ein Ableger des japanischen Zweitligisten Albirex Niigata, der in der ersten singapurischen Liga, der Singapore Premier League, spielt. Sein Erstligadebüt gab Tatsuya Sambongi am 25. Februar 2022 (1. Spieltag) im Heimspiel gegen Tanjong Pagar United. Hier stand er in der Startelf, wo er in der 83. Minute gegen Fairoz Hasan ausgewechselt wurde. Tanjong Pagar United gewann das Spiel 2:0. Am Ende der Saison feierte er mit Albirex die singapurische Meisterschaft. Nach der Saison wurde sein Vertrag nicht verlängert.

## Erfolge
Albirex Niigata (Singapur)
- Singapurischer Meister: 2022